# Jamanaka Cujosi
Jamanaka Cujosi (japánul: 山中 毅) (Vadzsima, 1939. január 18. – Tokió, 2017. február 10.) négyszeres olimpiai ezüstérmes japán úszó.

## Pályafutása
Az 1956-os melbourne-i olimpián 400 m és 1500 m gyors úszásban ezüstérmet szerzett. Négy évvel később a római olimpián újabb két ezüstérmet nyert. 400 m gyorson illetve a 4 × 200 m gyors váltó tagjaként lett második. A két olimpia között, 1958-ban megrendezett tokiói Ázsia-játékokon aranyérmes lett 400 m és 1500 m gyors úszásban. Az 1964-es tokiói olimpián hazai környezetben 400 m gyorson a hatodik helyen végzett. A 4 × 200 m gyors váltó tagjaként bronzérmet szerzett. Az előfutamon úszott a váltó tagjaként, a döntőben már nem ő szerepelt.

## Sikerei, díjai
- Olimpiai játékok
  - ezüstérmes: 1956, Melbourne (400 m és 1500 m gyors), 1960, Róma (400 m gyors és 4x200 gyors váltó)
  - bronzérmes: 1964, Tokió (4x200 gyors váltó)
- Ázsia-játékok
  - aranyérmes: 1958 (400 m gyors), 1958 (1500 m gyors)